# Ballancourt-sur-Essonne
Ballancourt-sur-Essonne – miejscowość i gmina we Francji, w regionie Île-de-France, w departamencie Essonne.
Według danych na rok 1990 gminę zamieszkiwały 6174 osoby, a gęstość zaludnienia wynosiła 546 osób/km² (wśród 1287 gmin regionu Île-de-France Ballancourt-sur-Essonne plasuje się na 297. miejscu pod względem liczby ludności, natomiast pod względem powierzchni na miejscu 312.).